# 미미 (드라마)
《미미 (고스트 로맨스)》는 엠넷에서 2014년 2월 21일부터 2014년 3월 14일까지 방영된 드라마이다.

## 출연자
- 심창민 : 한민우 역
- 문가영 : 미미 역
- 신현빈 : 장은혜 역
- 김준구 : 불의 전사 역
- 정지순 : 만화사업부 팀장 역
- 손지나 : 민우 엄마 역
- 이연경 : 미미 이모 역
- 최영수 : 성우 역
- 백현 : 엄브렐라맨 역
- 고원 : 민우 담임 역

## OST
- 최강창민 : 《슬픔 속에 그댈 지워야만 해 (Because I love you) (Acoustic Ver.)》[1]
- 웬디 : 《슬픔 속에 그댈 지워야만 해 (Because I love you)》[2]
- 태연 & 故 종현 : 《숨소리 (Breath)》[3]
- 예성 : 《내 욕심이 많았다 (Blind)》[4]